# Хачинка
Хачи́нка (бел. Хачы́нка) — деревня в составе Краснослободского сельсовета Быховского района Могилёвской области Республики Беларусь.

## Население
- 2010 год — 12 человек